# 斑臀䲗
斑臀䲗（学名：Callionymus octostigmatus）为䲗科䲗屬的鱼类，俗名八斑䲗。分布于印度洋至巴布亚新几内亚以及中国南海、台湾海峡、东海等海域，主要栖息于栖息水深40至148米。该物种的模式产地在菲律宾。